# Cardiff Devils
Die Cardiff Devils sind ein 1986 gegründeter Eishockeyclub in Cardiff. Sie spielen in der britischen Elite Ice Hockey League und wurden in den 1990er Jahren viermal und dann erneut 2017, 2018 und 2019 britischer Meister. Sie gewannen dreimal die British Hockey League, waren erster Sieger der Ice Hockey Superleague und 2018 auch Playoffmeister der Elite Ice Hockey League.

## Geschichte
Der Club wurde bereits kurz nach seiner Gründung eine der führenden Kräfte im britischen Eishockeysport. Schon 1987 spielten die Devils in der British Hockey League Division One, also in der zweiten Liga. 1989 gewannen die Devils die Liga und stiegen in die Premier League auf, in der sie gleich in der ersten Saison 1990 Meister wurden. 1993 und 1994 holten sie erneut den Titel. 1997 waren sie Meister der neu gegründeten Ice Hockey Superleague und 1999 gewannen sie ihren vierten britischen Meistertitel.
2001 war der Verein insolvent; die teuren Superleague-Spieler wurden verkauft und mit jungen Spielern eine neue Mannschaft gegründet, die in der British National League (von 1996 bis 2005 die zweite Liga) antrat. 2003 waren die Cardiff Devils einer der Gründungsvereine der Elite League. In der ersten Saison wurden sie Fünfter und verloren im Halbfinale der Playoffs gegen den späteren Meister Sheffield Steelers. Auch in der folgenden Saison scheiterten sie im Playoff-Halbfinale, diesmal gegen die Nottingham Panthers.
2006 gewann der Verein in den Finalspielen gegen Coventry Blaze den britischen Eishockey-Challenge Cup. Im gleichen Jahr wurde nach 20 Jahren als Heimstätte das Eisstadion Wales National Ice Rink abgerissen und im Folgenden das neue Stadion Cardiff Arena eröffnet, auch Big Blue Tent genannt.
Neun Jahre später, 2015, gelang der zweite Erfolg im Challenge Cup. Im März 2016 zog der Club in die Ice Arena Wales, ein neues Stadion in der Cardiff Bay mit 3088 Plätzen. Die Saison 2016/17 war die erfolgreichste der Devils seit 20 Jahren. Mit sieben Punkten Vorsprung gewann die Mannschaft mit der EIHL-Hauptrunde die britische Meisterschaft. Sie holte sich zudem den Titel in der Erhardt Conference und zum dritten Mal den Challenge Cup. 2018 gelang dann neben der Meisterschaft auch der Playoff-Sieg in der EIHL und erneut der Gewinn der Erhardt Conference.
Nachdem sie 2023 und 2024 im Finalturnier des IIHF Continental Cup jeweils den dritten Platz belegten, konnten sie in der Saison 2024/25 vor heimischer Kulisse zum ersten Mal den Titel gewinnen.